# Egbert van Wessex
Egbert (ca. 770 - Cornwall, juli 839) was koning van Wessex. Hij was het die de macht van Mercia overwon en van Wessex het dominante Angelsaksische koninkrijk maakte. Hij kreeg de titel ‘Bretwalda’, waarmee door de Angelsaksen een heerser werd aangeduid die macht had over andere heersers. Hij is begraven in de Old Minster te Winchester.

## Leven en loopbaan
Egbert was zoon van Ealhmund, koning van Kent. Na de dood van zijn vader verkeert hij in een onzekere positie en wordt hij door Offa van Mercia en Beorhtric van Wessex in 789 naar het vasteland van Europa verbannen. Daar leeft hij 13 jaar onder bescherming van Karel de Grote. Na het overlijden van Beorhtric in 802 weet Egbert met steun van Karel de Grote en van paus Leo III de troon van Wessex te verwerven. Voor Karel is hij vooral een tegenwicht tegen de overmacht van Mercia. Het leger van Hwicce (een hertogdom binnen Mercia) valt direct Wessex aan maar wordt door Egbert afgeslagen.
Cornwall wordt onderworpen in twee veldtochten in 815 en 825. Ook in 825 verslaat hij Beornwulf van Mercia bij Ellendun (nu Wroughton) en stuurt zijn zoon Ethelwulf om zijn gezag te vestigen in de gebieden die onder het gezag van Mercia stonden: Kent, Essex en Sussex. In 826 vraagt East Anglia de bescherming van Egbert. Aanvallen van Mercia op East Anglia in 826 en 827 zijn een grote mislukking. In 829 verslaat Egbert Wiglaf van Mercia en slaat zelf munten als koning van Mercia. Egbert wordt Bretwalda (de hoogste koning) van Engeland, dus ook met een vorm van gezag over Northumberland. In 830 volgt nog een expeditie naar de gebieden in Wales die onder invloed van Mercia stonden.
Vanaf 830 volgt echter een periode van tegenslag: Wiglaf wint de troon van Mercia terug. De macht van Egbert over East-Anglia, Essex en misschien ook Kent lijkt verdwenen. Mogelijk is hier een samenhang met de periode van burgeroorlogen in het Frankische Rijk waardoor Egbert zijn Frankische steun verliest? Uiteindelijk ontstaat er een natuurlijk machtsevenwicht tussen Wessex, Mercia, East-Anglia en Northumberland - de kleine staten hebben hun zelfstandigheid dan verloren: Sussex, Kent, Surrey en mogelijk ook Essex zijn een onder-koninkrijk onder Egberts zoon Ethelwulf.
In 836 wordt Egbert bij Carhampton verslagen door een strijdmacht van 35 Deense schepen. In 838 verslaat hij bij Exeter een bondgenootschap van Denen en Kelten. De onafhankelijkheid van het Keltische koninkrijk Dumnonia is hiermee feitelijk afgelopen. Egbert en Ethelwulf sluiten een overeenkomst met de bisschoppen van Canterbury en Winchester. In ruil voor aanzienlijke schenkingen erkennen de bisschoppen Ethelwulf als opvolger van Egbert en erkennen ze Egbert en Ethelwulf als heer en beschermer van hun kerken en kloosters. In 839 is er nog correspondentie met Lodewijk de Vrome over zijn voorgenomen reis naar Rome. Het testament van Egbert geeft alleen bezittingen aan mannelijke familieleden, zodat er niet via huwelijk bezittingen uit de familie zullen verdwijnen. Het overgrote deel van zijn bezit gaat echter naar zijn opvolger.

## Huwelijk
Egbert trouwde met Redburga van Martel, een Frankische prinses (volle zus van keizer Karel de Grote), dochter van Pippijn III der Franken en Bertrade van Laon. Naast hun zoon Ethelwulf (vader van Alfred de Grote) hadden ze een dochter: Editha van Polesworth en een zoon Athelstan van Wessex.
Cerdic · Cynric · Ceawlin · Ceol · Ceolwulf · Cynegils · Cwichelm · Cenwalh · Penda van Mercia/Cenberht (?) · Cenwalh · Seaxburg · Æscwine · Centwine · Cædwalla · Ine · Æthelheard · Cuthred · Sigeberht · Cynewulf · Beorhtric · Egbert · Æthelwulf · Æthelbald · Æthelberht · Æthelred · Alfred de Grote · Eduard de Oudere · Æthelstan
- Gemeinsame Normdatei: 119009285
- International Standard Name Identifier: 0000 0003 9994 0977
- Library of Congress Control Number: nb2008005344
- Virtual International Authority File: 295559558
- WorldCat: E39PBJth7WwmxJVHPcgvrjcF8C